# Joaquim Francisco Viana
Joaquim Francisco Viana (Campos dos Goytacazes, 15 de janeiro de 1803 — Rio de Janeiro, 11 de abril de 1864) foi um político brasileiro.
Foi deputado provincial, deputado geral, ministro da Fazenda e senador do Império do Brasil, de 1853 a 1864.